# Boaz Myhill
Boaz Myhill és un futbolista gal·lès (Modesto, Califòrnia, 9 de novembre de 1982), de pare estatunidenc i de mare gal·lesa. Actualment juga com a porter al Hull City AFC.

## Carrera esportiva

### Aston Villa
Boaz Myhill va arribar al Aston Villa FC a l'edat de 12 anys.
El gener del 2002, quan tenia 19 anys, va anar cedit al Stoke City FC, per ser reserva del primer porter, Neil Cutler. Però va retornar al Aston Villa FC al cap de poques setmanes.
Després de la seva estada al Stoke City FC, Boaz Myhill va anar cedit tres mesos al Bristol City FC.